# Phi vụ hạt dẻ
Phi vụ hạt dẻ là một bộ phim hài hoạt hình máy tính 3D của đạo diễn Peter Lepeniotis với sự tham gia của diễn viên tham gia lồng tiếng Will Arnett, Brendan Fraser, Gabriel Iglesias, Jeff Dunham, Liam Neeson và Katherine Heigl. Phim dựa trên phim hoạt hình ngắn Surly Squirrel 2005 của Lepeniotis. Phim công chiếu ngày 17 tháng 1 năm 2014, của Open Road Films. Với kinh phí $42.8 triệu, đây là bộ phim hoạt hình đồng sản xuất ở Hàn Quốc đắc giá nhất it.
Phần tiếp theo có tên là The Nut Job 2,dự kiến công chiếu ngày 15 tháng 1 năm 2016.

## Công chiếu
Phim công chiếu ở Hoa Kỳ vào ngày 17 tháng 1 năm 2014, và phát hành bởi Open Road Films. trailer quảng cáo phim ra mắt ngày 
27 tháng 9 năm 2013. The Weinstein Company quản lý việc chiếu phim ở nước ngoài. Bộ phim được ra mắt ở rạp Regal Cinemas ở Los Angeles vào ngày 11 tháng 1 năm 2014.

### Phương tiện Truyền thông nhà
The Nut Job được phát hành DVD và Blu-ray vào ngày 15 tháng 4 năm 2014 bởi Universal Studios Home Entertainment.

### Doanh thu
The Nut Job đạt doanh thu $64,251,541 ở Bắc Mỹ, và $13,212,127 ở những quốc gia khác, tổng toàn thế giới là $77,463,668. Ở Bắc Mỹ phim mở đầu ở vị trí số 3 trong tuần công chiếu đầu tiên với $19,423,000, chỉ sau Ride Along và Lone Survivor. Ở tuần thứ 2, phim dừng lại ở số 3 với tổng doanh thu $12,101,118. Ở tuần thứ 3, Phim rớt xuống vị trí số 4 với doanh thu $7,278,450. Ở tuần thứ 4, phim rớt xuống số 8 với doanh thu $3,753,080.

## Soundtrack
Nhạc phim được thể hiện bởi Paul Intson. Soundtrack được phát hành ngày 17 tháng, 2014.
Danh sách Track
Tất cả nhạc phẩm được soạn bởi Paul Intson.
| STT | Nhan đề                                              | Thời lượng |
| --- | ---------------------------------------------------- | ---------- |
| 1.  | "The Nut Job Fanfare"                                | 0:16       |
| 2.  | "Surly’s Lullaby / Community Gathers"                | 3:04       |
| 3.  | "Gotta Get Those Nuts / Lucky & Fingers"             | 1:27       |
| 4.  | "Andie & Surly"                                      | 1:17       |
| 5.  | "The Chase Begins"                                   | 1:13       |
| 6.  | "Jet Propelled Nut Cart / Raccoon’s Proclamation"    | 2:04       |
| 7.  | "Surly’s Trial & Banishment"                         | 3:00       |
| 8.  | "Surly in the City"                                  | 0:48       |
| 9.  | "Surly’s First Night / Alley Rats"                   | 1:45       |
| 10. | "Rat Jeopardy"                                       | 1:58       |
| 11. | "King Enters / Plan Revealed"                        | 3:37       |
| 12. | "Grayson’s March / Off to the City"                  | 1:27       |
| 13. | "Grayson’s Rescue"                                   | 0:43       |
| 14. | "In Walked Lana"                                     | 1:10       |
| 15. | "Precious to the Rescue"                             | 0:37       |
| 16. | "Nut Caper / Halleluyah"                             | 0:49       |
| 17. | "Sneakin’ Round Fingers & Lucky"                     | 1:33       |
| 18. | "Precious Changes Alliance"                          | 2:47       |
| 19. | "Raccoon’s Rally+march"                              | 1:33       |
| 20. | "Buddy’s March"                                      | 0:33       |
| 21. | "We’re Not Saying? / A Precious Reveal"              | 1:02       |
| 22. | "Dynamite"                                           | 1:41       |
| 23. | "Lucky & Finger’s Brainstorm / Knuckles"             | 1:48       |
| 24. | "On the Rooftop / Raccoon’s Plan Revealed"           | 2:59       |
| 25. | "Lana’s Discovery / Water in the Hole"               | 1:32       |
| 26. | "Precious to the Rescue / Mole Chase"                | 2:17       |
| 27. | "Interrogation"                                      | 0:58       |
| 28. | "Grayson’s Kudos / Rooftop Dissention"               | 2:28       |
| 29. | "Surly Is Captured / King & Lana / Surly’s Set Free" | 2:19       |
| 30. | "It’s Showtime / Raccoon Revealed"                   | 1:29       |
| 31. | "The Heist Jump"                                     | 1:25       |
| 32. | "Basement Jeopardy"                                  | 1:18       |
| 33. | "Surly to the Rescue"                                | 2:03       |
| 34. | "Dilemma In the Van"                                 | 3:12       |
| 35. | "Bridge Takedown / Over The Damn"                    | 1:39       |
| 36. | "Hanging By a Thread"                                | 0:21       |
| 37. | "Waterfall Battle / Surly’s Fate / A New Day"        | 4:23       |
| 38. | "By Surly's Side"                                    | 0:54       |
| 39. | "All Together Again"                                 | 1:48       |
| 40. | "Final Fanfare (Version 2)"                          | 0:21       |
| 41. | "Final Fanfare (Version 1)"                          | 0:22       |

## Phần tiếp theo
Tiếp nối thành công, phim The Nut Job 2 dự kiến khởi chiếu ngày 15 tháng 1 năm 2016.